# Daiquan Walker
Daiquan Johnny Walker (Filadelfia, 1º gennaio 1994) è un ex cestista statunitense, professionista in Europa.